# Doba
Doba község Veszprém vármegyében, a Devecseri járásban.

## Fekvése
A Somló északkeleti lábánál, Devecsertől 13 kilométerre északnyugatra található. Tulajdonképpen zsáktelepülésnek tekinthető, közúton ugyanis csak egy irányból, a 8411-es útból Somlószőlős déli szélén kiágazó 84 105-ös számú mellékúton érhető el. Keleti szomszédjával, Oroszival egy szilárd burkolatú, de keskeny és nem túl jó minőségű önkormányzati út köti össze. Határszélén elhalad még, a központjától messze északkeletre a 8401-es út is, de az dobai lakott területeket nemigen érint.

## Nevének eredete
Első híradás a településről:  1288: Doba (Csánki III. 228)
A Doba településnév a vastag, kövér értelmű középkori magyar személynévből származik.

## Története
A középkorban a település Kinizsi Pál, majd a 16. századtól egészen 1945-ig az Erdődy-család birtoka volt, régebben somló-vár, majd a jánosházai uradalomhoz tartozott. Jobbágyai 1488-ban az országos adóhoz 28 forinttal járultak hozzá.
A török kori harcok idején, 1553-ban hat jobbágyát a törökök rabságba hurcolták; 1570-ben telkeinek 90%-a felégetett és lakatlan, majd 1574-ben teljesen kipusztult. Kevés újraépült házát – bár ekkor már régen hódolt – 1596-ban a török és tatár együttesen perzselte fel. Még 1604-ben is csak egyetlen adóköteles házát írták össze. 1687-ben újra prédium (lakatlan puszta), bírája és néhány lakosa Somlóvásárhely oppidumban (mezővárosban) húzta meg magát.
A 18. század elején az Erdődyek szvév jövevényeket telepítettek a hiányzó lakosok helyére. Népességszám-növekedése azonban továbbra is igen lassú és még az úrbéri tabella idejében is messze volt a teljes lakottságtól.
1871-ben a község területéhez csatolták Csűr pusztát, majd később elszakították tőle (és Noszlophoz csatolták) Ferenctelek külterületi lakotthelyet, s ennek következtében határa 561 kat. holddal csökkent.
Az 1952. évi helységnévtár a következő külterületi lakotthelyeit tünteti fel: Ferencmajor, Somlóvár, Kajetánháza és Somlóhegy. Határába tartozik végül Meréte és Dobapinkóc elhagyott faluhely is.

### A népesség számának alakulása
az első hazai népszámlálástól (fő):
- 1785: 524 (100,0%); 1829: 550 (105,0%); 1857: 570 (108,8%); 1869: 973 (185,7%); 1890: 1193 (227,7%); 1910: 1063 (202,9%); 1930: 914 (174,4%); 1941: 935 (178,4%); 1949: 911 (173,9%); 1960: 1280 (244,3%) >>

### A község hagyományos társadalma
1773-ban magyar falu. Népe túlnyomó részben katolikus, Nagyszőllőshöz (Somlószőlőshöz) tartozó leányegyház. Korabeli dokumentumok szerint temploma 1774-ben jó állapotban van. Katolikus rektora 1771-ben magyar és latin nyelven tanít.

## Közélete

### Polgármesterei
- 1990–1994: Katona Gábor (FKgP)[3]
- 1994–1998: Illés Ernő (független)[4]
- 1998–2002: Katona Gábor (független)[5]
- 2002–2006: Kató Tiborné (független)[6]
- 2006–2007: Kató Tiborné (független)[7]
- 2008–2010: Horváth Zoltán (független)[8]
- 2010–2014: Horváth Zoltán (független)[9]
- 2014–2019: Horváth Zoltán (független)[10]
- 2019–2024: Horváth Zoltán (független)[11]
- 2024– : Horváth Zoltán (független)[1]

A településen 2008. március 2-án időközi polgármester-választást tartottak, az előző képviselő-testület önfeloszlatása miatt. A polgármesteri posztért a korábbi faluvezető is elindult, de 26,64 %-os eredményével jócskán alulmaradt egyetlen kihívójával szemben.

## Településgazdaság
A falu a középkortól kezdve agrártelepülés, határa kétnyomásos termékeny föld, azonban a lakosság megélhetésének bázisa inkább a szőlő. A Somló egy része Doba közigazgatási területéhez tartozott, ennek szőlőit kisebb részben (1696-ban 33, illetve 1720-ban 16 kapást) a helybeliek, nagyobb részt pedig szomszédos községek lakói bírták (pl. 1720-ban 563 kapást). A szőlőkben lakóházak is álltak (erre utal az a dokumentum, ami szerint 1675-ben egy fél szőlőt adtak el a hegyen szobával, pincével, présházzal s egyéb tartozékokkal).
A termelt bort saját kocsmán mérik ki. A kocsmát egész évre bérlik és árendája fejében robotot teljesítenek. A hegyen napszámos munkaalkalom állandóan található volt. Terményeinek felvevő piaca Pápa.
A jobbágyi szolgáltatások megfelelnek a hagyományos paraszti terheknek. Korábban adtak kilencedet, de 1768-ban már nem. 1747-ben kelt urbárium biztosította a „szabadmenetelt” (a szabad költözés jogát), s heti egy napnyi robotot írt elő. A bíráskodási fórum az Erdődy család somlóvári, majd jánosházai úriszéke volt.
Doba településfejlődését még a jobbágyfelszabadítás után, sőt a 20. század első felében is lehetetlenné tette a településterület (a gazdálkodási határ) 53%-át kitevő (még 1935-ben is 1972 hold nagyságú)  Erdődy-nagybirtok. 1910-ben mezőgazdasági foglalkozású lakosságának 47%-a, azaz 380 lakos nincstelen (sommás) volt. Az iparban még 1941-ben is csak 37 kereső dolgozott.

## Népesség
A település népességének változása:
| Lakosok száma | 470  | 458  | 448  | 400  | 445  | 450  | 456  |
|               | 2013 | 2014 | 2015 | 2021 | 2022 | 2023 | 2024 |

A 2011-es népszámlálás során a lakosok 79,9%-a magyarnak, 0,8% németnek, 0,3% románnak, 0,2% cigánynak mondta magát (19,9% nem nyilatkozott; a kettős identitások miatt a végösszeg nagyobb lehet 100%-nál). A vallási megoszlás a következő volt: római katolikus 59%, református 3,2%, evangélikus 1,9%, görögkatolikus 0,2%, felekezeten kívüli 2,4% (31,3% nem nyilatkozott).
2022-ben a lakosság 91,9%-a vallotta magát magyarnak, 2,2% cigánynak, 0,9% németnek, 0,4% románnak, 0,2% szlovénnek, 0,2% szerbnek, 1,8% egyéb, nem hazai nemzetiségűnek (7,6% nem nyilatkozott; a kettős identitások miatt a végösszeg nagyobb lehet 100%-nál). Vallásuk szerint 47,9% volt római katolikus, 4,7% református, 2,5% evangélikus, 0,9% egyéb keresztény, 1,8% egyéb katolikus, 6,7% felekezeten kívüli (35,5% nem válaszolt).

## Települési értékek és látnivalók
- A klasszicizáló stílusban (1839) épült Erdődy-kastély; ma egészségügyi létesítménynek ad otthont.
- Arborétum a kastélyparkból

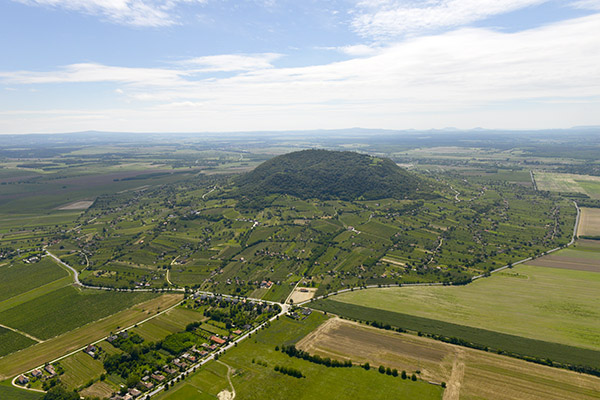
Doba, a Somló-hegy légi felvételen
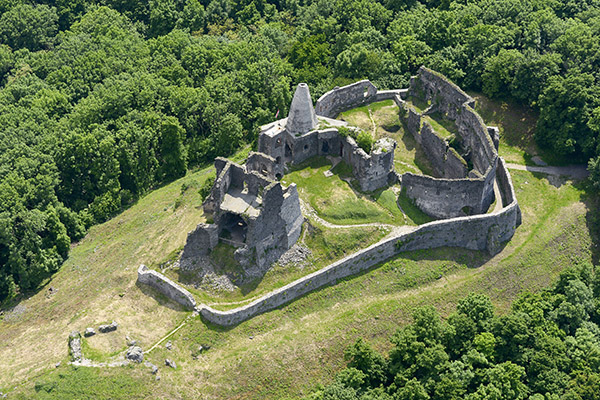
Somló vára légi fotón, Doba
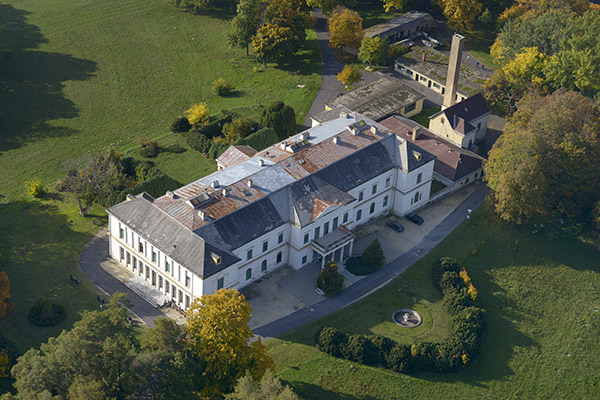
Doba, az Erdődy-kastély a magasból
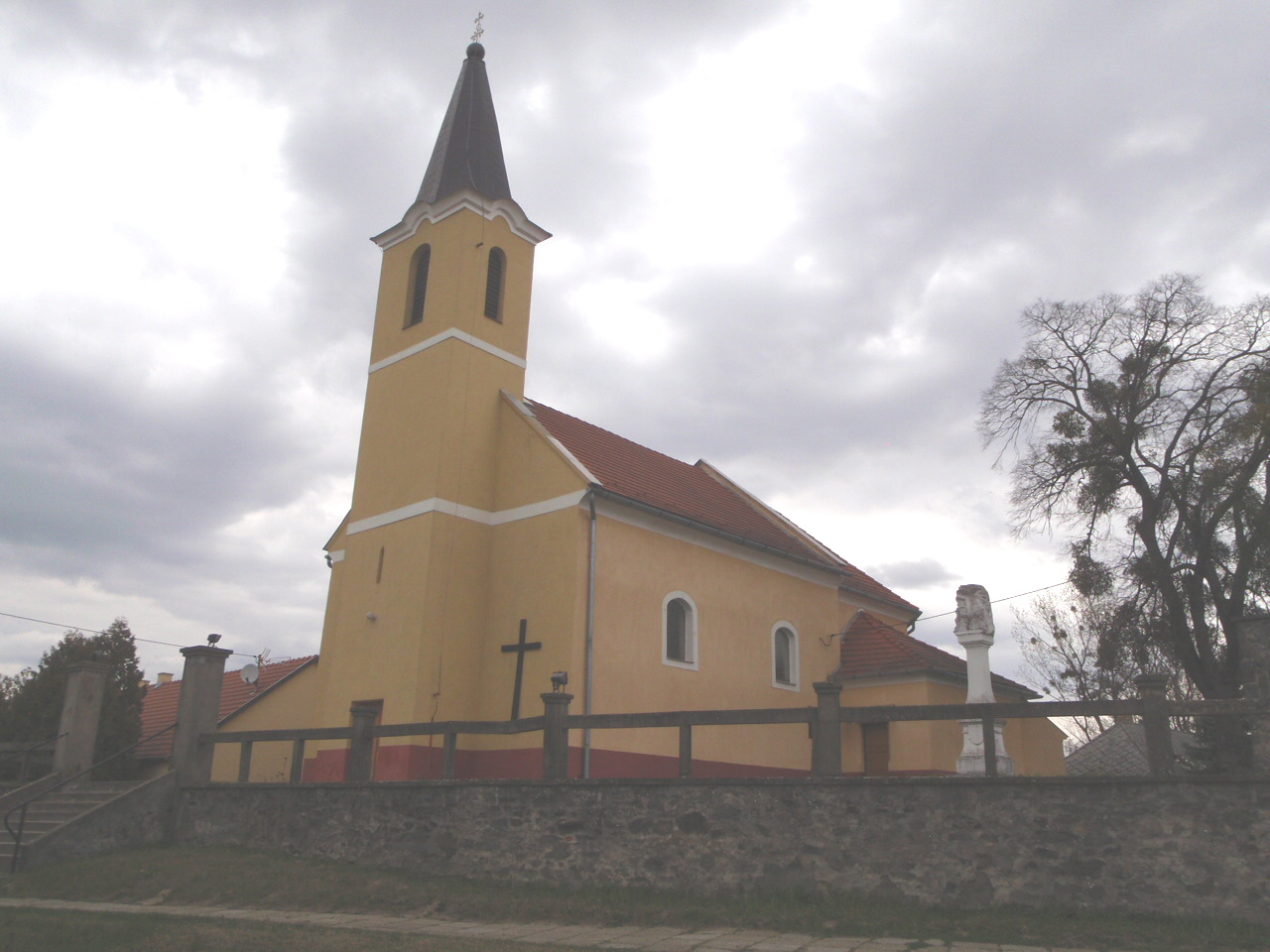
Szent Péter és Pál-templom
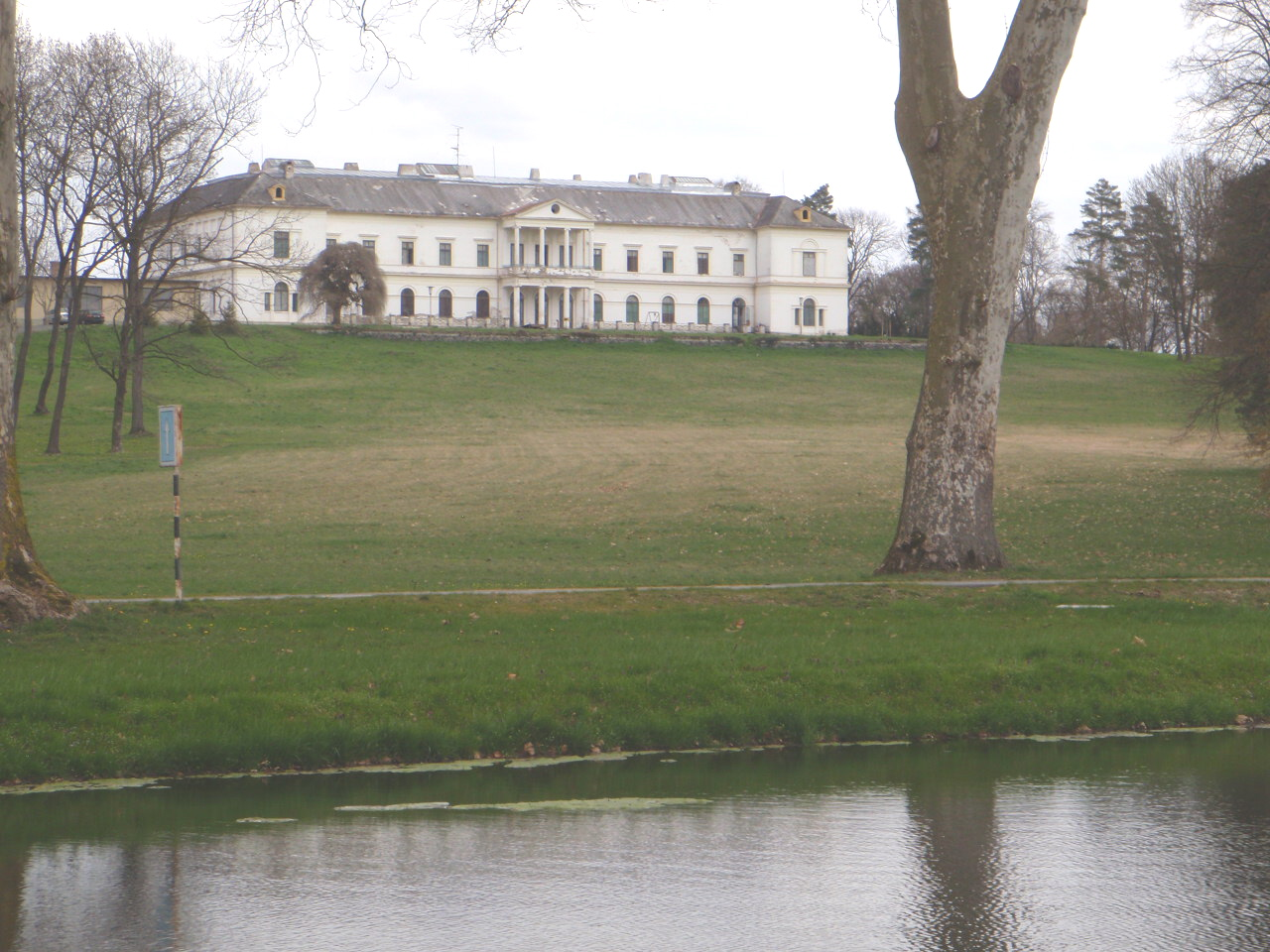
Erdődy-kastély
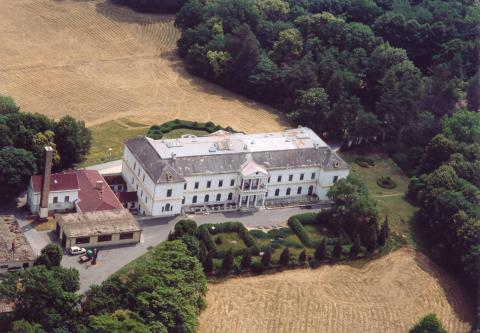
Az Erdődy-kastély légi felvétele